# منزل قيس (حبيش)

تعديل مصدري - تعديل

منزل قيس محلة تابعة لقرية القشائي، التابعة لعزلة ربع ظلمة بمديرية حبيش إحدى مديريات محافظة إب في الجمهورية اليمنية، بلغ تعداد سكانها 70 حسب تعداد اليمن لعام 2004.